# Ferien wie noch nie (1950)
Ferien wie noch nie ist eine satirisch angehauchte, britische Filmkomödie aus dem Jahr 1950 von Henry Cass mit Alec Guinness in der Hauptrolle.

## Handlung
Der Brite George Bird ist ein durch und durch durchschnittlicher Bürger, unscheinbar und absolut unauffällig. Als junger Handelsreisender versucht er landwirtschaftliche Geräte an die Bauern zu verkaufen. Als er eines Tages wegen einer Routineuntersuchung zu seinem Hausarzt  geht, erhält er eine schockierende Nachricht: Ein inoperabler Tumor wurde in seinem Abdomen entdeckt, und diese Erkrankung hat auch einen Namen: die Lampington‘sche Krankheit. Der zufolge habe George nur noch wenige Wochen zu leben. Sein Arzt rät ihm, die verbleibende Zeit so gut wie möglich zu nutzen und das Leben in Saus und Braus zu genießen. Bird hat weder Verwandte noch Freunde und ist überdies Junggeselle. Und so hebt er all seine Ersparnisse von seinem Konto ab und mietet sich in einem eleganten, schicken Küstenhotel ein. Hier verbringen sonst nur die „oberen Zehntausend“ ihren Urlaub.
Der sprichwörtliche „kleine Mann“ erregt bald die Aufmerksamkeit seiner Umgebung, denn obwohl er vermögend zu sein scheint, kennt ihn niemand. Der ominöse Kurhotel-Gast trägt maßgeschneiderte Anzüge, und seine Koffer sind voll von Aufklebern, die zeigen, dass er weitgereist sein muss. Die anderen Gäste ahnen nicht, dass Bird gerade erst diese beiden Koffer mit der ihm zufällig perfekt passenden Kleidung (Nachlass eines jüngst verstorbenen Lords) in einem Second-Hand-Laden gekauft hat. Da man George Birds wahre Identität nicht zu lüften vermag, schießen die Spekulationen um seine Herkunft und seinen gesellschaftlichen Stand ins Kraut. Entstammt dieser Herr mit der noblen Diktion und den tadellosen Maßanzügen womöglich aus dem Adel … nur weiß niemand etwas davon? Mrs. Poole, die Haushälterin des Hotels, kommt bald hinter die Wahrheit, und Bird vertraut ihr sein Geheimnis an. Der aus kleinen Verhältnissen stammende Handelsreisende erwirbt schnell Freunde und Einfluss, verliebt sich in eine junge Bewunderin und erhält lukrative Geschäfte angeboten. Aber diese Erfolge führen nur dazu, dass George über die bittere Ironie nachzudenken beginnt, dass er keine Zeit haben wird, sein neues Glück zu genießen.
Während eines Streiks der Hotelangestellten lernt Bird den alten Mediziner Sir Trevor Lampington kennen, dem Namensgeber seiner letalen Erkrankung. Beide Herren kommen ins Gespräch, und Bird vertraut sich ihm an. Der Arzt besteht darauf, dass George die Krankheit unmöglich haben könne, da er keine Symptome dafür zeige, und kontaktiert das Krankenhaus, um die Diagnose überprüfen zu lassen. Und tatsächlich hat sich das Krankenhaus mit seiner Diagnose geirrt. George Bird hat jeden Grund, über alle Maßen erleichtert und glücklich zu sein. Nun endlich kann der kleine Mann aus seinem Leben etwas ganz Großes machen – glaubt George. Bird hat endlich eine Frau an seiner Seite, die er liebt, und auch das große Geld winkt! Auf dem Weg zurück zum Hotel nimmt er eine Abkürzung durch ein verschlafenes Örtchen und kommt bei einem Autounfall ums Leben. Im Hotel und dem Umfeld, wo man mittlerweile vom „Schwindel“ über Birds Herkunft und dem nicht vorhandenen Reichtum erfahren hat, beginnen nun die Klatschbasen sich das Maul zu zerreißen. Als man von Birds Ableben erfährt, verstummen jedoch die Lästermäuler.

## Produktionsnotizen
Ferien wie noch nie entstand 1949 unter anderem in Torquay sowie Luton und wurde am 3. Mai 1950 uraufgeführt. Der Film erlebte seine deutsche Premiere im Fernsehen am 21. Februar 1961 in der ARD.
Duncan Sutherland entwarf die Filmbauten, Ann Wernyss die Kostüme.
Der in einer Szene kurz auftretende David McCallum (1897–1972) war ein bekannter britischer Geiger und der Vater des gleichnamigen Schauspielers und US-Serienstars (Solo für O.N.C.E.L.).
Der Film erfuhr 2005 mit Noch einmal Ferien ein geglättetes US-amerikanisches Remake, das allerdings durch das hollywoodhafte Happy-End den Stachel der Erstverfilmung nahm.

## Synchronisation
| Rolle                 | Darsteller         | Synchronsprecher     |
| --------------------- | ------------------ | -------------------- |
| George Bird           | Alec Guinness      | Wolfgang Borchert    |
| Sheila Rockingham     | Beatrice Campbell  | Bettina Schön        |
| Derek Rockingham      | Brian Worth        | Götz Clarén          |
| Mrs. Poole            | Kay Walsh          | Tilly Lauenstein     |
| Sir Trevor Lampington | Ernest Thesiger    | Ernst Stahl-Nachbaur |
| Chalfont              | Wilfrid Hyde-White | Otto Matthies        |
| Joe Clarence          | Sidney James       | Hans Emons           |
| Daisy Clarence        | Jean Colin         | Edith Schollwer      |
| Lady Oswington        | Muriel George      | Berta Drews          |
| Inspector Wilton      | Bernard Lee        | Heinz Giese          |
| Miss Mellows          | Helen Cherry       | Agi Prandhoff        |
| Gambini               | Coco Aslan         | Curt Ackermann       |
| Sir Robert Kyle       | Moultrie Kelsall   | Paul Wagner          |
| Dinsdale              | Lockwood West      | Bruno W. Pantel      |
| Minister Bellinghurst | Campbell Cotts     | Axel Monjé           |
| Prescott              | Brian Oulton       | Erich Fiedler        |
| Dr. Pevensey          | Ronald Simpson     | Hans Zesch-Ballot    |
| Mr. Wrexham           | Eric Maturin       | Kurt Waitzmann       |

## Kritiken
Bosley Crowther schrieb in der New York Times, bei Ferien wie noch nie handele es sich „um einen amüsanten und rührenden kleinen Film“, der „einfach und bescheiden in seiner Aufmachung und wunderbar reich in seiner Beschaffenheit“ sei.
Das Lexikon des internationalen Films urteilt: „Bissige Komödie voller Humor, der sich des Ernstes von Leben und Tod durchaus bewußt ist; überzeugend vor allem Alec Guinness.“
Der Movie & Video Guide verortete ein „drolliges, bissiges Drehbuch“ und „bewährte Darstellungen von allen“.
Halliwell‘s Film Guide fand, der Film sei „leichtgewichtig, amüsant und bewegend“ zugleich.